# 2021 no Brasil
Esta é uma cronologia dos principais fatos ocorridos no ano de 2021 no Brasil.

## Incumbentes
- Presidente – Jair Bolsonaro (2019 – 2023)
- Presidente da Câmara dos Deputados
  - Rodrigo Maia (2016 – 2021)
  - Arthur Lira (2021 – 2025)
- Presidente do Senado Federal
  - Davi Alcolumbre (2019 – 2021)
  - Rodrigo Pacheco (2021 – 2025)
- Presidente do Supremo Tribunal Federal – Luiz Fux (2020 – 2022)

## Eventos

### Janeiro
- 1º de janeiro – Prefeitos e vereadores eleitos em 2020 tomam posse em mais de 5 mil municípios brasileiros. Em virtude da pandemia de COVID-19, grande parte das cerimônias foram transmitidas e sem convidados.[1]
- 6 de janeiro – O primeiro caso da Variante Gama do SARS-CoV-2, também conhecido como a variante de Manaus, é detectado em quatro pessoas que chegaram a Tóquio depois de visitar a região do Amazonas, no Brasil, quatro dias antes.[2]
- 7 de janeiro – Governo do Estado de São Paulo e o Instituto Butantan divulgam o calendário do Plano Estadual de Imunização contra a COVID-19. O cronogama, a ser iniciado em 25 de janeiro, atende, de forma inicial, a alguns grupos de risco: profissionais da saúde, indígenas, quilombolas e indivíduos com idade entre 60 e 75 anos ou mais.[3]
- 14 de janeiro – Manaus vive colapso com hospitais sem oxigênio e com doentes levados a outros estados. [4]

- 17 de janeiro – Agência Nacional de Vigilância Sanitária (Anvisa) aprova, com unanimidade, os pedidos de uso emergencial das vacinas CoronaVac, produzida pelo do Instituto Butantan em parceria com o laboratório chinês Sinovac e a AstraZeneca, produzida pela Universidade de Oxford com a Fiocruz.[5][6] A enfermeira Mônica Calazans, funcionária do Instituto de Infectologia Emílio Ribas, recebe a primeira dose da CoronaVac no país.[7][8]
- 21 de janeiro – O prefeito Eduardo Paes anuncia através das redes sociais o cancelamento do carnaval de 2021 no Rio de Janeiro devido a pandemia do novo coronavírus. Paes justificou que a realização dos festejos exige uma grande preparação por parte dos órgãos públicos e das agremiações e instituições ligadas ao samba e era algo impossível de se fazer nesse momento. Em nota, a Liga Independente das Escolas de Samba do Rio de Janeiro concordou com a decisão e esclareceu que os desfiles das escolas de samba na Marquês de Sapucaí, que haviam sido adiados para o mês de julho, só seriam realizados com a chegada da vacina e a liberação das autoridades.[9]
- 24 de janeiro – Avião de pequeno porte com parte da delegação do Palmas Futebol e Regatas cai logo após a decolagem em Luzimangues, distrito de Porto Nacional, no Tocantins. O presidente da agremiação, Lucas Meira, quatro jogadores e o piloto da aeronave morreram.[10]

### Fevereiro
- 1 de fevereiro
  - Rodrigo Pacheco (DEM/MG) é eleito presidente do Senado Federal.[11]
  - Arthur Lira (PP/AL) é eleito presidente da Câmara dos Deputados.[12]
- 12 de fevereiro – A Prefeitura de São Paulo anuncia o cancelamento do carnaval de 2021 na cidade devido à pandemia do novo coronavírus. Festejos estavam inicialmente adiados para acontecer entre maio e julho.[13]
- 16 de fevereiro – O deputado federal Daniel Silveira (PSL/RJ) é preso por decisão do ministro Alexandre de Moraes após parlamentar ter publicado o vídeo onde ele fez ataques, aos ministros da corte em suas redes sociais.[14]
- 17 de fevereiro – O cantor Belo é preso pela Polícia Civil do Rio de Janeiro em investigação por apresentação feita no Complexo da Maré apesar das proibições devido à pandemia e invasão à escola onde o evento ocorreu. O cantor foi liberado no dia seguinte através de um habeas corpus.[15]

### Março
- 8 de março – O ministro do STF, Edson Fachin anulou todas as condenações do ex-presidente Luiz Inácio Lula da Silva, relacionadas à Operação Lava-Jato. A decisão tornou o ex-presidente a voltar a ser elegível.[16]
- 23 de março – A 2ª Turma do STF decidiu, por 3 votos a 2, que o ex-juiz Sergio Moro agiu parcialmente ao condenar o ex-presidente Luiz Inácio Lula da Silva no caso do triplex do Guarujá.[17]
- 30 de março – Em movimento considerado inédito,[18] após a demissão do Ministro da Defesa Fernando Azevedo e Silva no dia anterior,[19] o Presidente Jair Bolsonaro se antecedeu aos pedidos de demissão e demitiu os três chefes das Forças Armadas do Brasil: Edson Pujol (Exército), Antonio Carlos Moretti Bermudez (Aeronáutica) e Ilques Barbosa Junior (Marinha).[20]

### Abril
- 6 de abril – Brasil registra o maior número de mortes durante a pandemia, 4.211 pessoas morreram em decorrência da COVID-19 em apenas 24 horas. [21]

- 13 de abril – O Senado Federal abre uma CPI para investigar gastos e omissões do Governo Federal em relação a pandemia de coronavírus.[22]
- 20 de abril – Tempestade subtropical Potira se forma.[23]
- 30 de abril – É aprovado por unanimidade o impeachment do governador do estado do Rio de Janeiro Wilson Witzel, acusado de irregularidades na contratação dos hospitais de campanha para o combate à pandemia do novo coronavírus. O ex-juiz ficará inelegível por 5 anos e o governador em exercício, Cláudio Castro, assume o cargo em definitivo.[24]

### Maio
- 31 de maio – Após a desistência de Argentina e Colômbia, a CONMEBOL anuncia o Brasil como sede da Copa América de 2021.[25]

### Junho
- 9 de junho – Começam as buscas pelo serial killer Lázaro Barbosa, que matou uma família na área rural de Ceilândia, no Distrito Federal. A força tarefa reuniu cerca de 200 homens da Polícia Civil, Policia Militar, Polícia Rodoviária Federal e o Corpo de Bombeiros e ganhou repercussão nacional.[26][26][27]
- 17 de junho – Depois de 32 anos, o apresentador Fausto Silva deixa a TV Globo e o comando do Domingão, que é substituído pelo antigo quadro do programa Super Dança dos Famosos por tempo determinado, sendo apresentado por Tiago Leifert.[28][29]
- 23 de junho – Ricardo Salles deixa o Ministério do Meio Ambiente. O presidente Jair Bolsonaro nomeia Joaquim Alvaro Pereira Leite para substituí-lo.[30]
- 28 de junho – Após 20 dias de buscas, o assassino Lázaro Barbosa é preso em Goiás depois de ser baleado pela polícia. O criminoso foi levado de ambulância por policiais, mas acabou morrendo pouco depois de ser capturado.[31][32]
- 30 de junho – Uma severa onda de frio atingiu o Brasil. O fenômeno foi causado por um vórtice polar, um ciclone extratropical e a tempestade subtropical Raoni. Posteriormente, 13 pessoas morreram por conta do evento climático.[33][34]

### Julho
- 14 de julho
  - O presidente Jair Bolsonaro é diagnosticado com uma obstrução intestinal e é internado em Brasília. Horas depois foi transferido para São Paulo para realizar novos exames.[35][36]
  - O cantor DJ Ivis é preso em Fortaleza após a sua ex-esposa, Pamella Holanda, divulgar vídeos dela sendo agredida pelo artista em uma rede social.[37]
- 29 de julho – Um incêndio atinge um galpão da Cinemateca Brasileira, em São Paulo.[38]
- 31 de julho – Após quase seis anos fechado em reforma, o Museu da Língua Portuguesa é reinaugurado em São Paulo. O local sofreu um incêndio em 2015, que destruiu parte do prédio.[39]

### Agosto
- 13 de agosto – Os ex-deputados Roberto Jefferson e Flordelis são presos no Rio de Janeiro. Jefferson é acusado pelo Supremo Tribunal Federal de incitação a violência. Já Flordelis, é acusada pelo Ministério Público do Rio de Janeiro de mandar matar o marido, o pastor Anderson do Carmo.[40][41]
- 30 de agosto – Ao menos 20 bandidos fortemente armados causam uma série de crimes durante a madrugada em Araçatuba, São Paulo. Os criminosos queimaram veículos, explodiram três bancos, usaram reféns como escudo humano e trocaram tiros com a polícia por mais de duas horas. Duas pessoas morreram e pelo menos seis ficaram feridas.[42]
- 31 de agosto – Funcionários da RedeTV! decidem entrar em greve. O motivo seria a falta de reajuste salarial, que não acontece desde 2018.[43]

### Setembro
- 7 de setembro – Protestos pelo Brasil contra e a favor ao Governo Jair Bolsonaro ocorreram com tentativa de invasão a praça dos Três Poderes.[44]
- 14 de setembro – 7 pessoas morreram após queda de avião de pequeno porte em Piracicaba, São Paulo. Entre as vítimas que estavam na aeronave estava o empresário Celso Silveira Mello Filho, suas esposa e os três filhos do casal. O piloto e o copiloto também faleceram.[45]

### Outubro
- 1 de outubro – A Câmara de Vereadores de São Paulo protocola uma CEI para investigar a prestadora de serviços médicos Prevent Senior.[46]
- 6 de outubro – É anunciada a criação do União Brasil, partido fundado a partir da fusão entre o Democratas (DEM) e o Partido Social Liberal (PSL).[47]

### Novembro
- 5 de novembro – Queda de um avião de pequeno porte em área perto de uma cachoeira em Piedade de Caratinga, interior de Minas Gerais, mata cinco pessoas, entre elas a cantora Marília Mendonça.[48]
- 17 de novembro
  - Incêndio atinge área de vegetação no Parque do Cocó em Fortaleza, Ceará.[49]
  - Casa de três andares desaba no Morro do Salgueiro, Zona Norte do Rio de Janeiro, matando uma pessoa e ferindo outras três.[50]
- 22 de novembro – Operação policial do BOPE no Complexo do Salgueiro em São Gonçalo, região metropolitana do Rio de Janeiro, deixa nove mortos.[51]

### Dezembro
- 1º de dezembro – Após quase nove anos, começa o julgamento dos acusados da tragédia na boate Kiss, que deixou 242 vítimas em janeiro de 2013. São eles: Elissandro Spohr e Mauro Hoffmann, sócios da boate, o músico Marcelo de Jesus dos Santos e o produtor Luciano Bonilha, da banda Gurizada Fandangueira que se apresentava na noite do ocorrido.[52]
- 7 de dezembro – Fortes chuvas causam inundações em municípios do Sul da Bahia, milhares de pessoas ficaram desabrigadas, e fatalidades e desaparecimentos estão sendo registrados. O governo do estado decretou situação de emergência em dezenas de municípios.[53]
- 10 de dezembro
  - Tempestade subtropical Ubá se forma.[54]
  - Após 10 dias de julgamento, a Justiça condena os 4 réus acusados pelo incêndio na boate Kiss em 2013. As penas variam de 18 a 22 anos de prisão. Os réus chegaram a ter prisão decretada, mas acabou sendo suspendida por um pedido de habeas corpus. Quatro dias depois, o ministro do STF Luiz Fux derrubou o pedido e ordenou que os acusados fossem presos.[55][56]
- 18 de dezembro – O ex-atacante Ronaldo anuncia a compra de 90% das ações do Cruzeiro através de investimento realizado na casa dos R$ 400 milhões, tornando-se acionista majoritário da Sociedade Anônima do Futebol montada pelo clube mineiro.[57]
- 24 de dezembro – Acidente com um ônibus na BR-153, em Aparecida de Goiânia, mata seis pessoas e fere 40. Veículo caiu em um córrego da rodovia após bater em um carro e um caminhão.[58]
- 25 de dezembro – Fortes chuvas voltam a causar inundações em cidades da Bahia. Ao menos 19 municípios registraram enchentes.[59]

## Esportes
- 29 de janeiro – Chapecoense conquista o Campeonato Brasileiro da Série B de 2020, vencendo o Confiança por 3-1 na última rodada.[60]
- 30 de janeiro – O Palmeiras é campeão da Copa Libertadores da América de 2020, vencendo o Santos no Maracanã pelo placar de 1 a 0. Gol do título foi marcado por Breno Lopes aos 53 minutos do segundo tempo.[61]
- 11 de fevereiro – Após ser derrotado pelo Tigres UANL por 1-0 na semifinal, Palmeiras perde para o Al-Ahly nos pênaltis e termina em quarto lugar na Copa do Mundo de Clubes da FIFA de 2020, sendo a pior campanha de um sul-americano no torneio.[62]
- 25 de fevereiro – Flamengo conquista o Campeonato Brasileiro da Série A de 2020 na última rodada, sagrando-se bicampeão consecutivo. Mesmo derrotado pelo São Paulo por 2-1 no Estádio do Morumbi, o rubro-negro carioca foi beneficiado pelo empate sem gols entre Internacional e Corinthians no Beira-Rio.[63]
- 7 de março – Palmeiras é campeão da Copa do Brasil de 2020, vencendo o Grêmio por 1-0 na Arena do Grêmio e por 2-0 no Allianz Parque.[64]
- 21 de março – Ferroviária conquista o título da Copa Libertadores da América de Futebol Feminino de 2020, vencendo o América de Cali no Estádio José Amalfitani, em Buenos Aires, pelo placar de 2 a 1.[65]
- 11 de abril – Flamengo é campeão da Supercopa do Brasil pela segunda vez consecutiva ao vencer o Palmeiras nos pênaltis por 6-5 após empate por 2-2 no tempo regulamentar.[66]
- 23 de maio - São Paulo é campeão do Campeonato Paulista após 16 anos na vitória sobre o Palmeiras por 2-0 no Estádio do Morumbi, quebrando um jejum de 9 anos sem títulos oficiais.[67]
- 30 de maio – O piloto Hélio Castroneves vence pela quarta vez as 500 Milhas de Indianápolis.[68]
- 27 de junho – A Seleção Brasileira de Voleibol Masculino conquista o primeiro título da Liga das Nações de Voleibol vencendo a Polônia por 3 sets a 1, onze anos depois da conquista da extinta Liga Mundial de Voleibol.[69]
- 10 de julho – A Seleção Argentina vence o Brasil por 1-0 no Estádio do Maracanã e conquista a Copa América, quebrando um jejum de 28 anos sem títulos oficiais.[70]
- 27 de julho – Nas Olimpíadas de Tóquio, o potiguar Ítalo Ferreira conquista a primeira medalha de ouro do Brasil no surfe masculino, derrotando o japonês Kanoa Igarashi.[71]
- 29 de julho – Nas Olimpíadas de Tóquio, a paulista Rebeca Andrade se torna a primeira medalhista olímpica da ginástica feminina do Brasil, conquistando a medalha de prata.[72]
- 1 de agosto – Nas Olimpíadas de Tóquio, Rebeca Andrade conquista a segunda medalha de ouro do Brasil no salto em ginástica artística. Com esse feito, Andrade também se tornou a primeira brasileira a ganhar duas medalhas em uma única olimpíada.[73]
- 3 de agosto – A dupla Martine Grael e Kahena Kunze conquistam a terceira medalha de ouro do Brasil nas Olimpíadas de Tóquio, na modalidade vela.[74]
- 3 de agosto – A nadadora Ana Marcela Cunha conquista a quarta medalha de ouro do Brasil nas Olimpíadas de Tóquio, na maratona aquática.[75]
- 6 de agosto – Na categoria C1 1.000m, o canoísta Isaquias Queiroz conquista a quinta medalha de ouro do Brasil nas Olimpíadas de Tóquio.[76]
- 7 de agosto – O boxeador baiano Hebert Conceição conquista a sexta medalha de ouro do Brasil nas Olimpíadas de Tóquio com um nocaute no ucraniano Oleksandr Khyzniak.[77]
- 7 de agosto – A Seleção Masculina de Futebol conquista a sétima medalha de ouro do Brasil nas Olimpíadas de Tóquio e o bicampeonato olímpico na modalidade ao vencer a Espanha por 2-1 na prorrogação.[78]
- 14 de novembro – Pâmela Rosa conquista o bicampeonato da Street League Skateboarding em Jacksonville, na Flórida. Rayssa Leal termina na segunda posição.[79]
- 20 de novembro – Athletico Paranaense conquista o título da Copa Sul-Americana ao vencer o Red Bull Bragantino pelo placar de 1 a 0 na final realizada no Estádio Centenario de Montevidéu.[80]
- 21 de novembro
  - Botafogo conquista o Campeonato Brasileiro da Série B, vencendo o Brasil de Pelotas por 1-0 na 37ª rodada do certame.[81]
  - Corinthians conquista o título da Copa Libertadores de Futebol Feminino pela terceira vez, vencendo o Independiente Santa Fe por 2 a 0 na final realizada no Grand Parque Central, em Montevidéu.[82]
- 27 de novembro – Palmeiras conquista a Copa Libertadores da América pela segunda vez consecutiva ao vencer o Flamengo na prorrogação pelo placar de 2 a 1 na final realizada no Estádio Centenario de Montevidéu.[83]
- 2 de dezembro – Atlético Mineiro conquista o Campeonato Brasileiro da Série A pela segunda vez, encerrando seu jejum na competição que perdurava desde 1971. O título foi confirmado com a vitória por 3-2 sobre o Bahia na Arena Fonte Nova, em partida atrasada da 32ª rodada do certame.[84]
- 15 de dezembro – Atlético Mineiro vence a Copa do Brasil pela segunda vez ao derrotar o Athletico Paranaense nas finais por 4-0 no Estádio do Mineirão e 2-1 na Arena da Baixada.[85]

## Mortes

### Janeiro
- 1º – José Cleonâncio da Fonseca – Político;
- 2 – Cléber Eduardo Arado – Futebolista;
- 3 – Ricardo Akinobu Yamauti – Político;
- 5 – José Carlos Silveira Braga – Futebolista;
- 5 – Bonifácio de Andrada – Político;
- 7 – Genival Lacerda – Cantor e compositor;
- 7 – Alex Apolinário – Futebolista;
- 9 – Jonice Siqueira Tristão – Empresário;
- 12 – João Henrique de Souza – Delegado de polícia;
- 12 – Antônio Carlos de Almeida Braga – Empresário;
- 13 – Maguito Vilela – Político;
- 13 – Eusébio Oscar Scheid – Cardeal;
- 14 – Péricles Ferreira dos Anjos – Médico e político;
- 17 – Hamilton Carvalhido – Magistrado;
- 17 – Alex Periscinoto – Publicitário;
- 19 – José Alves dos Santos – Futebolista;
- 20 – Geraldo Antônio Miotto – General;
- 23 – Eloy José Ranzi – Político;
- 26 – Fábio Lúcio Rodrigues Avelar – Político;
- 30 – Líber Gadelha – Produtor musical;

### Fevereiro
- 1 – Evaristo Francisco Spengler - Político;
- 2 – Vera Nunes – Atriz;
- 3 – Nilson Borges – Futebolista;
- 4 – Roberto Torres – Político;
- 5 – Salazar Barreiros – Político;
- 6 – Zezinho Corrêa – Cantor;
- 7 – Lula Pereira – Futebolista e treinador;
- 8 – José Maranhão – Político;
- 9 – Marilena Ansaldi – Atriz e bailarina;
- 12 – Paulo Egydio Martins – Empresário e político;
- 13 – Mané de Oliveira – Político e jornalista;
- 14 – Gervásio Silva – Político;
- 18 – Telmo de Lima Freitas – Músico;
- 22 – Laurindo Guizzardi – Bispo;
- 23 – Flávio Pinho – Futebolista;
- 25 – Berta Zemel – Atriz;

### Março
- 1 – Frederico Campos – Político;
- 3 – Ruy Scarpino – Futebolista e treinador;
- 7 – Fabio Brunelli – Jornalista, apresentador e escritor;
- 9 – Léo Rosa - Ator;
- 11 – Mauro Aparecido dos Santos – Bispo;
- 13 – Terezinha Morango – Miss;
- 15 – Gilmar Fubá – futebolista;
- 18 – Major Olímpio – Policial militar e político;
- 19 – Irmão Lázaro – Político e cantor;
- 23 – Ubirajara Veiga da Silva – Treinador de futebol;
- 24 – Haroldo Lima – Político;
- 24 – Aécio de Borba - Advogado, jornalista, professor, empresário e político;
- 27 – Paulo Stein – Jornalista, radialista, apresentador de televisão e locutor esportivo;
- 31 – Ivair Nogueira do Pinho – Político;

### Abril
- 3 – Agnaldo Timóteo - Político, escritor, cantor e compositor;
- 6 – Firmino Filho - Político brasileiro;
- 20 – Ana Lúcia Menezes - Atriz e dubladora brasileira;
- 24 – Levy Fidélix - Político, publicitário, jornalista e empresário;

### Maio
- 4 – Paulo Gustavo - Ator e humorista;
- 7 – Cassiano - Cantor, compositor e guitarrista;
- 15 – Eva Wilma - Atriz e bailarina;
- 16 – Bruno Covas - Político, advogado e economista;
- 16 – MC Kevin - Cantor;
- 23 – Paulo Mendes da Rocha - Arquiteto e urbanista;
- 27 – Jaime Lerner - Político, arquiteto e urbanista;
- 30 – Dominguinhos do Estácio - Cantor, compositor e intérprete de samba-enredo;
- 31 – Januário de Oliveira - Locutor e narrador esportivo;

### Junho
- 27 – Artur Xexéo – Jornalista;
- 28 – Lázaro Barbosa – Criminoso;

### Julho
- 27 – Orlando Drummond - Ator, dublador, comediante e radialista;

### Agosto
- 11 – Paulo José - Ator, roteirista e diretor;
- 12 - Tarcísio Meira - Ator;
- 14 - Carlos Alberto de Oliveira Andrade - Empresário e médico;

### Setembro
- 3 - Sérgio Mamberti - Ator, diretor, produtor, autor, artista plástico e político;
- 19 - Luis Gustavo - Ator hispano-brasileiro;
- 20 - Marina Miranda - Atriz;
- 24 - Ota - Cartunista, quadrinista, editor e escritor;

### Outubro
- 3 - Caike Luna - Humorista e ator;
- 5 - Ivo Barroso - escritor, poeta e tradutor;
- 26 - Gilberto Braga - Escritor;

### Novembro
- 5 - Marília Mendonça - cantora, instrumentista e compositora;

## Cinema
16 de junho - O curta-metragem Sideral é indicado à Palma de Ouro, no Festival de Cannes.